# Danh sách cầu thủ tham dự giải vô địch bóng đá U-18 châu Âu 1984
Các cầu thủ in đậm từng thi đấu cho đội tuyển quốc gia.

## Bảng A

### Hy Lạp
Huấn luyện viên:

### Bồ Đào Nha
Huấn luyện viên: José Augusto

| Số | VT | Cầu thủ          | Ngày sinh (tuổi)            | Trận | Bàn | Câu lạc bộ         |
| -- | -- | ---------------- | --------------------------- | ---- | --- | ------------------ |
|    | TM | Sérgio Louro     | 3 tháng 1, 1966 (18 tuổi)   |      |     | Sporting           |
|    | TM | Paulo Renato     | 31 tháng 5, 1966 (17 tuổi)  |      |     | Benfica            |
|    | HV | Fernando Mendes  | 5 tháng 11, 1966 (17 tuổi)  |      |     | Sporting           |
|    | HV | Carlos Carvalhal | 4 tháng 12, 1965 (18 tuổi)  |      |     | Braga              |
|    | HV | Jorge Paixão     | 19 tháng 12, 1965 (18 tuổi) |      |     | Amora              |
|    | HV | Carlos Manuel    | 13 tháng 2, 1966 (18 tuổi)  |      |     | Vitória de Setúbal |
|    | HV | Caetano          | 5 tháng 7, 1966 (17 tuổi)   |      |     | Boavista           |
|    | HV | Germano Santos   | 27 tháng 11, 1965 (18 tuổi) |      |     | Sporting           |
|    | HV | Luís Ferrinho    | 13 tháng 3, 1966 (18 tuổi)  |      |     | Sporting           |
|    | HV | Rui Eugénio      | 21 tháng 7, 1966 (17 tuổi)  |      |     | Sporting           |
|    | TV | Júlio Sérgio     | 14 tháng 8, 1965 (18 tuổi)  |      |     | FC Porto           |
|    | TV | Mito             | 26 tháng 9, 1965 (18 tuổi)  |      |     | FC Porto           |
|    | TV | Samuel Quina     | 3 tháng 8, 1966 (17 tuổi)   |      |     | Benfica            |
|    | TV | Jorge Ferreira   | 18 tháng 3, 1966 (18 tuổi)  |      |     | Barreirense        |
|    | TV | Litos            | 6 tháng 1, 1967 (17 tuổi)   |      |     | Sporting           |
|    | TĐ | Paulo Futre      | 28 tháng 2, 1966 (18 tuổi)  |      |     | Sporting           |
|    | TĐ | Seca             | 24 tháng 9, 1965 (18 tuổi)  |      |     | Torralta           |

### Cộng hòa Ireland
Huấn luyện viên:

### Scotland
Huấn luyện viên:

## Bảng B

### Bulgaria
Huấn luyện viên:

### Đan Mạch
Huấn luyện viên:

### Ý
Huấn luyện viên:

### Ba Lan
Huấn luyện viên:  Henryk Apostel

| Số | VT | Cầu thủ            | Ngày sinh (tuổi)            | Trận | Bàn | Câu lạc bộ             |
| -- | -- | ------------------ | --------------------------- | ---- | --- | ---------------------- |
|    | TM | Mirosław Dreszer   | 28 tháng 8, 1965 (18 tuổi)  |      |     | GKS Tychy              |
|    | TM | Marek Grzywacz     | 24 tháng 12, 1965 (18 tuổi) |      |     | Górnik Wałbrzych       |
|    | TM | Grzegorz Maśnik    | 8 tháng 12, 1967 (16 tuổi)  |      |     | Stal Stocznia Szczecin |
|    | HV | Paweł Dylewski     | 22 tháng 12, 1965 (18 tuổi) |      |     | Wisła Płock            |
|    | HV | Jacek Duchowski    | 2 tháng 1, 1966 (18 tuổi)   |      |     | Pogoń Szczecin         |
|    | HV | Jarosław Giszka    | 6 tháng 8, 1965 (18 tuổi)   |      |     | Gryf Słupsk            |
|    | HV | Jacek Mróz         | 20 tháng 3, 1966 (18 tuổi)  |      |     | Raków Częstochowa      |
|    | HV | Piotr Haśko        | 21 tháng 6, 1966 (17 tuổi)  |      |     | Pafawag Wrocław        |
|    | HV | Dionizy Nowak      | 23 tháng 7, 1966 (17 tuổi)  |      |     | Śląsk Wrocław          |
|    | TV | Mirosław Jaworski  | 15 tháng 9, 1965 (18 tuổi)  |      |     | Ruch Chorzów           |
|    | TV | Andrzej Rudy       | 15 tháng 10, 1965 (18 tuổi) |      |     | Śląsk Wrocław          |
|    | TV | Dariusz Wójtowicz  | 23 tháng 8, 1965 (18 tuổi)  |      |     | Lechia Gdańsk          |
|    | TV | Mariusz Kuras      | 21 tháng 8, 1965 (18 tuổi)  |      |     | Pogoń Szczecin         |
|    | TV | Dariusz Skrzypczak | 13 tháng 11, 1966 (17 tuổi) |      |     | Lech Poznań            |
|    | TĐ | Tomasz Cebula      | 31 tháng 3, 1966 (18 tuổi)  |      |     | Legia Warszawa         |
|    | TĐ | Dariusz Marciniak  | 30 tháng 11, 1966 (17 tuổi) |      |     | Widzew Łódź            |
|    | TĐ | Jacek Ziober       | 18 tháng 11, 1965 (18 tuổi) |      |     | ŁKS Łódź               |
|    | TĐ | Roman Kosecki      | 15 tháng 2, 1966 (18 tuổi)  |      |     | Ursus Warszawa         |
|    | TĐ | Andrzej Golecki    | 19 tháng 8, 1965 (18 tuổi)  |      |     | Arka Gdynia            |
|    | TĐ | Marek Świerczewski | 1 tháng 3, 1967 (17 tuổi)   |      |     | Wisła Kraków           |

## Bảng C

### Đông Đức
Huấn luyện viên:

### Anh
Huấn luyện viên:

### Luxembourg
Huấn luyện viên:

### Liên Xô
Huấn luyện viên:

## Bảng D

### Tiệp Khắc
Huấn luyện viên:

### Hungary
Huấn luyện viên:

### Tây Ban Nha
Huấn luyện viên:

### Thụy Sĩ
Huấn luyện viên: